# Tetragnatha insulicola
Tetragnatha insulicola là một loài nhện trong họ Tetragnathidae.
Loài này thuộc chi Tetragnatha. Tetragnatha insulicola được miêu tả năm 1987 bởi Okuma.